# Nick Smith (Politiker, 1960)

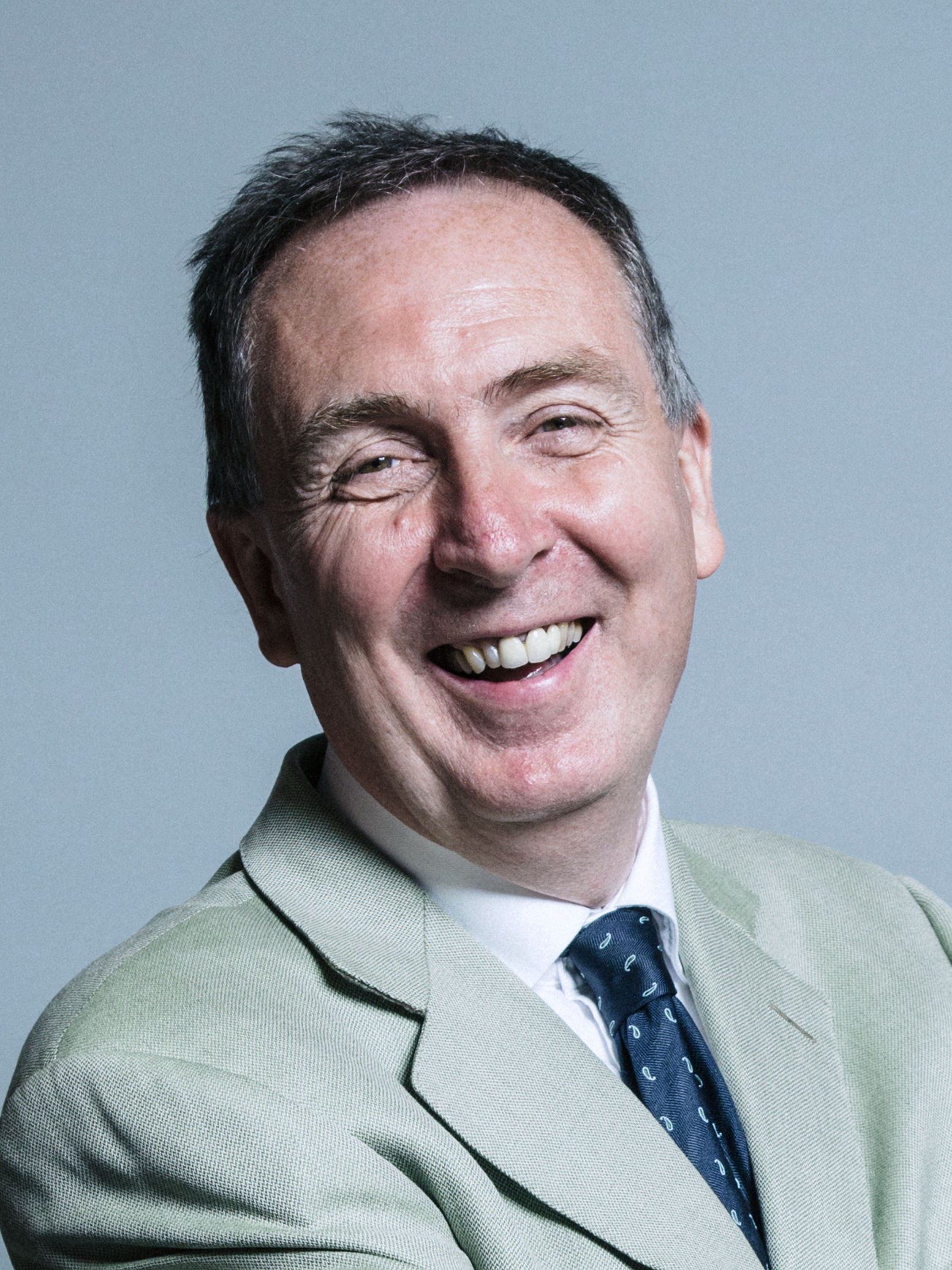
Nick Smith (2017)

Nicholas Desmond John Smith (* 14. Januar 1960 in Cardiff, Wales) ist ein britischer Politiker der Welsh Labour Party. Seit der Unterhauswahl vom Mai 2010 ist er Abgeordneter für den Wahlkreis Blaenau Gwent. Zuvor war er von 1998 bis 2005 Ratsmitglied im Camden London Borough Council.

## Kindheit, Jugend, Ausbildung
Der 1970 geborene Smith wuchs in Tredegar in einer Familie auf, deren Mitglieder überwiegend im Bergbau und im Stahlwerk arbeiteten. Er besuchte die dortige Gesamtschule, danach das Birkbeck College, Universität London. Das Studium schloss er mit einem Master of Science mit dem Thema Wirtschaftlicher Wandel ab.

## Berufliche und politische Laufbahn
Smith wurde ein Funktionäre der Labour Party in Wales. Später arbeitete er weltweit als Berater für Demokratie-Fragen, u. a. für die Demokratische Partei in den Vereinigten Staaten und für die Westminster Foundation for Democracy. Er organisierte Wahlkämpfe zunächst für Frank Dobson im Wahlkreis Holborn and St Pancras, später auch für Emily Thornberry im Wahlkreis Islington South and Finsbury bei der Unterhauswahl 2005. Danach arbeitete er als Parteifunktionär der Labour Party in der Parteizentrale von 1993 bis 1998, er war für den Bereich Mitgliederwerbung zuständig.
1998 wurde Smith zum ersten Mal in den Rat des Camden Borough gewählt, 2002 wurde er wiedergewählt. 2003 wurde er zum Councils Cabinet member for Education ernannt. Den Posten behielt er noch einige Monate bei, als er 2005 als Generalsekretär der European Parliamentary Labour Party in Brüssel arbeitete. Danach wurde er Kampagnenleiter der National Society for the Prevention of Cruelty to Children. Seine letzte Vollzeitstelle vor dem Beginn seiner parlamentarischen Laufbahn war die eines Leiters für den Bereich Policy and Partnerships am Royal College of Speech and Language Therapists.
Smith wurde 2007 potenzieller Kandidat der Labour Party für die Unterhauswahl für den Wahlkreis Blaenau Gwent; am 6. Mai 2010 wurde er ins Unterhaus gewählt, wobei er den Unabhängigen Dai Davies besiegte, der bis dahin den Wahlkreis vertreten hatte. Davies führte gegen Smith dessen Kommunalpolitik in Camden an und nannte ihn „ein Produkt der Blairistischen New Labour“. Smith seinerseits warf Davies vor, dieser verleumde ihn und argumentiere zur Person und nicht zur Sache.
Bei einem der größten Wahlerfolge von Labour in Wales gewann Nick Smith mehr als 10.000 Stimmen hinzu bei einer Wahlbeteiligung von 61,94 Prozent. Die Wahlbeteiligung hatte gegenüber der Wahl von 2006 um 19,6 Prozent zugenommen.
Der Zuwachs des Anteils von Labour an den abgegebenen Stimmen von 20,1 Prozent war höher als in jedem anderen Wahlkreis in Großbritannien.
Bei der Unterhauswahl von 2015 vergrößerte Smith seinen Stimmenanteil auf 58 %; er gewann 18.380 hinzu (+5,6 %). Im Wahlkreis Blaenau Gwent war der Anteil von Labour an den Wählerstimmen der höchste in ganz Wales. Bei der Unterhauswahl 2017 erzielte Smith wiederum einen Stimmenanteil von 58 % und gewann erneut 18.787 Stimmen hinzu.
Bei der Unterhauswahl 2019 gewann Smith den Wahlkreis erneut, dieses Mal mit 14.862 Stimmen bzw. 49,18 %, vor Richard Taylor (Brexit Party) mit 6.215 Stimmen, Laura Jones (Conservative) mit 5,749 und Peredur Owen Griffiths (Plaid Cymru) mit 1.722 Stimmen.

## Tätigkeit im Unterhaus
Blaenau Gwent ist ein Wahlkreis, in dem die Labour Party seit langem stark verankert ist. Aneurin Bevan, Health Minister in der Nachkriegszeit, der den National Health Service gründete, und Michael Foot, einst Vorsitzender der Labour Party, vertraten den Wahlkreis im Unterhaus.
Es gelang Smith 2010, den Wahlkreis für Labour zurückzugewinnen.
Smith hielt am 8. Juni 2010 seine Jungfernrede im Parlament mit den Schwerpunkten Verbesserung des staatlichen Gesundheitswesens, Zukunftsaussichten junger Menschen und wirtschaftliches Wachstum. Es gelang ihm als Hinterbänkler, eine Anfrage an die Regierung betreffend den Zusammenbruch von Southern Cross, einem Dienstleister für häusliche Pflege, beantworten zu lassen und er brachte die Angelegenheit auch in die Fragestunde der Regierung ein.
Weitere Aktivitäten Smith’ im Unterhaus betrafen die Operation Jasmine, die Reform der Care Bill,.
Smith wurde in den einflussreichen Ausschuss Public Accounts Committee (Rechnungsprüfungsausschuss) gewählt. In dieser Funktion machte er auf mehrere Fälle von Verschwendung von Geldern aufmerksam, so im Fall der zwei Flugzeugträger der Queen-Elizabeth-Klasse, die mehrere Milliarden britische Pfund teurer wurden, als bei Vertragsunterzeichnung vereinbart. Mehrfach hat er angeprangert, wie lächerlich die Steuerzahlungen zum Beispiel von Amazon sind, die im Vereinigten Königreich 2012 nur 2,4 Millionen £ zahlte bei einem Umsatz von 4,3 Milliarden £.
Die parlamentarische Karriere ging zügig voran, als ihn Douglas Alexander, damals Schatten-Außenminister, zum Parliamentary Private Secretary ernannte und er stellvertretendes Mitglied im Labour's Foreign Affairs Team wurde. Im September 2015 wurde Smith in das Shadow DEFRA Team als Schattenminister für Ernährung und Landwirtschaft berufen. Am 29. Juni 2016 trat er zurück mit der Begründung, Jeremy Corbyn habe nicht die erforderlichen Führungseigenschaften. Er unterstützte Owen Smith. Bei der Vorstandswahl 2016. Nach dieser Wahl wurde Smith zur Opposition Whip ernannt. Als die Premierministerin May im Parlament mit ihrem Brexit-Deal eine vernichtende Niederlage erlitt, fungierte Smith als Labour Whip und Stimmenauszähler, er verlas das Abstimmungsergebnis.
Smiths jüngste Aktivitäten betrafen die Kreditraten für arme Familien, die bei der Anschaffung von Haushaltsgeräten gefordert werden. Er beschuldigte den Handel, er würde „horrende“ Kreditraten beim Kauf von Haushaltsartikeln wie Kühlschränken und Waschmaschinen verlangen. Die Financial Conduct Authority kündigte im Mai 2018 an, sie würde eine Deckelung der Kreditzinsen in Erwägung ziehen. Smith nannte das einen „großen Schritt“ in die richtige Richtung.
Er ist Mitglied der Tribune Gruppe.
Nick lief erstmals beim London-Marathon 2018 mit zugunsten von Hospice of the Valleys, einer karitativen Organisation in Blaenau Gwent, die Palliativ-Pflege betreibt.
Er hat sich seither dafür eingesetzt, dass Initiativen wie Parkrun stärker unterstützt werden, ebenso für ein Verbot von Junkfood-Werbung vor 21 Uhr.

## Persönliches
Smith hat zwei Töchter. Er wohnt mit seiner Familie in Nantyglo. Im Juli 2014 heiratete er Jenny Chapman, die ebenfalls Unterhausabgeordnete für Labour ist. Früher wohnte er in Camden Town. Er pflegt intensiv Langstreckenlauf; er ist der Vorsitzende der Red Ramblers-Organisation in seinem Borough. Smith ist Vorsitzender des Vereins Ebbw Valley Brass. Zu seinen Hobbys gehören außerdem Langstreckenlauf, Rugbyspiele und Kinofilme zu sehen.